# Le Crime d'Antoine
Le Crime d'Antoine és una pel·lícula francesa dirigida per Marc Rivière, autor del guió basat en una novel·la de Dominique Roulet estrenada el 1989.

## Sinopsi
Antoine és un músic que va perdre la seva dona Léa el mateix vespre del seu casament. Desesperat, acaba coneixent el perfecte doble de la seva dona, que en realitat és manipulada per un antiquari sense escrúpols.

## Repartiment
- Catherine Wilkening : Léa
- Tom Novembre : Antoine
- Jacques Weber : Julien
- Patrick Timsit : Jean
- Stéphane Jobert : Marc
- Yves Robert : Pilou
- Cécile Benlolo : Lili
- François Toumarkine : Jarny
- Lillemour Jonsson : Schiazke
- Anne Thorson : Gréta
- Philippe Beglia : Le maire
- Mado Maurin : La voisine
- Henri Boyer : Le clown
- Jean-Yves Coquil : Francis

## Premis
- Premi de la crítica al Festival du Film Policier de Cognac